# Rotwolf
Der Rotwolf (Canis rufus, oft auch unter dem unrichtigen Namen Canis niger geführt) ist eine nordamerikanische Art der Hunde, die nah mit dem eigentlichen Wolf verwandt ist.
Die Art war einst in weiten Teilen des Südostens der Vereinigten Staaten verbreitet, starb aber infolge rücksichtsloser Bejagung gegen 1980 in freier Wildbahn aus. 1987 wurde der Rotwolf in North Carolina wieder ausgewildert, doch ist auch dieser Bestand heute fast erloschen und zählte zu Beginn des Jahres 2021 nur noch 10 Tiere. Die in Gefangenschaft gehaltene Population summiert sich auf rund 250 Tiere.

## Merkmale
Rotwölfe sind deutlich kleiner als eigentliche Wölfe (die zur Unterscheidung vom Rotwolf in Nordamerika als Gray Wolf, „Grauwolf“, bezeichnet werden). Sie haben eine Kopf-Rumpf-Länge von etwa 80 cm, der Schwanz ist zusätzlich etwa 35 cm lang. Bis zur Schulter sind sie 75 cm hoch. Das Körpergewicht beträgt etwa 25 kg. Männchen sind im Schnitt zehn Prozent größer als Weibchen.
Die Farbe des Fells ist nicht immer rot, genauso wenig wie der Grauwolf immer grau ist. Neben zimtroten kommen vor allem beigegraue und auch schwärzliche Rotwölfe vor. Das zuverlässigere Unterscheidungsmerkmal zum Grauwolf ist also nicht das Fell, sondern die sehr viel zierlichere Gestalt. Außerdem hat der Rotwolf eine schmalere Schnauze und proportional größere Ohren.

## Verbreitungsgebiet und Bestand
Verbreitet war der Rotwolf ursprünglich im Südosten der Vereinigten Staaten, wo er um 1980 ausstarb. Durch intensive Jagd ist er so weit ausgerottet worden, bis Restbestände zuletzt nur noch in Teilen von Texas und Louisiana verblieben.

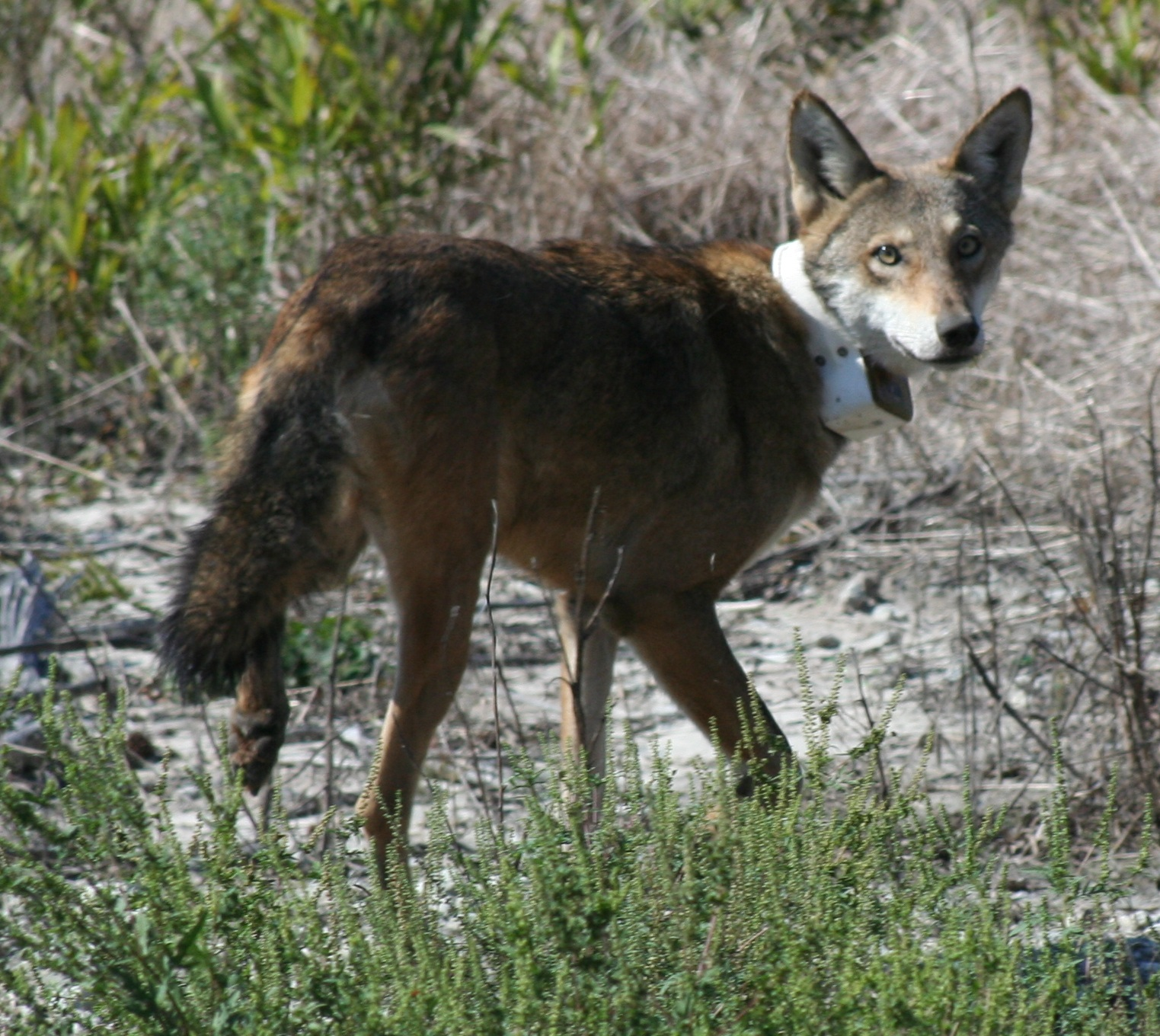
Rotwolf mit Senderhalsband zur Erforschung seiner Wanderwege

Im Jahr 1973 wurde in den USA der Endangered Species Act („Gefährdete-Arten-Gesetz“) in Kraft gesetzt. Im gleichen Jahr begann der US Fish and Wildlife Service (USFWS) ein Zuchtprogramm, wofür 79 wilde Rotwölfe gefangen und 14, die als reine Rotwölfe bestimmt wurden, als Grundstock für die Zuchtpopulation ausgewählt wurden. Der Rotwolf starb danach in freier Wildbahn aus. Ein Aussterben der Art insgesamt konnte durch die Nachzuchten allerdings verhindert werden. Die Nachkommen der in Gefangenschaft gezüchteten Rotwölfe wurden seit 1987 im Nordosten des Staates North Carolina wieder ausgesetzt. Das Gebiet wurde unter anderem deshalb ausgewählt, da es als kojotenfrei galt und somit Kreuzungen zwischen beiden Hundeformen als unwahrscheinlich galten. Seit den 1990er Jahren wanderten jedoch Kojoten in das Gebiet ein und es kam zu Paarungen zwischen den Arten. Dies gilt als größte Bedrohung für die Wildpopulation. Als potentielle Gefährdung kann sich auch die geringe genetische Diversität erweisen, da die Art einen genetischen Flaschenhals passieren musste.
Das heutige Verbreitungsgebiet im Norden des Staates North Carolina umfasst drei Wildreservate: das Alligator-River-Nationalwildreservat, das Pocosin-Lakes-Nationalwildreservat und das Mattamuskeet-Nationalwildreservat. Die Population stieg nach der Freilassung zunächst rasch an. Die maximale Population wurde mit rund 130 Tieren 2006 erreicht.
In den Folgejahren ging die Populationszahl aufgrund illegaler Abschüsse jedoch allmählich wieder zurück. Das Problem verschärfte sich 2013 mit der Abschussgenehmigung der NC Wildlife Resources Commission auf Kojoten, die leicht mit Rotwölfen verwechselt werden können.
2014 überdachte die USFWS ihr Schutzprogramm aufgrund von Erkenntnissen, die darauf hinwiesen, dass die gezüchteten Rotwölfe lediglich Hybriden seien, sowie der ablehnenden Haltung der lokalen Bevölkerung. Daraufhin wurden seit 2015 keine weiteren Rotwölfe mehr freigelassen oder Kojoten im Verbreitungsgebiet sterilisiert.
2016 schätzte der USFWS den Bestand noch auf 50–75 Tiere, 2019 zählte man nurmehr 14 Rotwölfe in freier Wildbahn. Stand Februar 2021 waren nur noch 10 mit Senderhalsband freilebende Rotwölfe bekannt. Zudem wurden 2019 und 2020 das erste Mal seit 31 Jahren keine Jungtiere in freier Wildbahn geboren.
Nach einer erfolgreichen Klage mehrerer Umweltorganisationen gegen die USFWS muss diese nach einem Gerichtsbeschluss vom 22. Januar 2021 ihr Schutzprogramm wieder aufnehmen. Zudem wurde das Ausstellen weiterer Abschussgenehmigungen für Rotwölfe untersagt. Ein weiteres Projekt, die Art in den Great Smoky Mountains wieder anzusiedeln, verlief erfolglos.

## Lebensweise

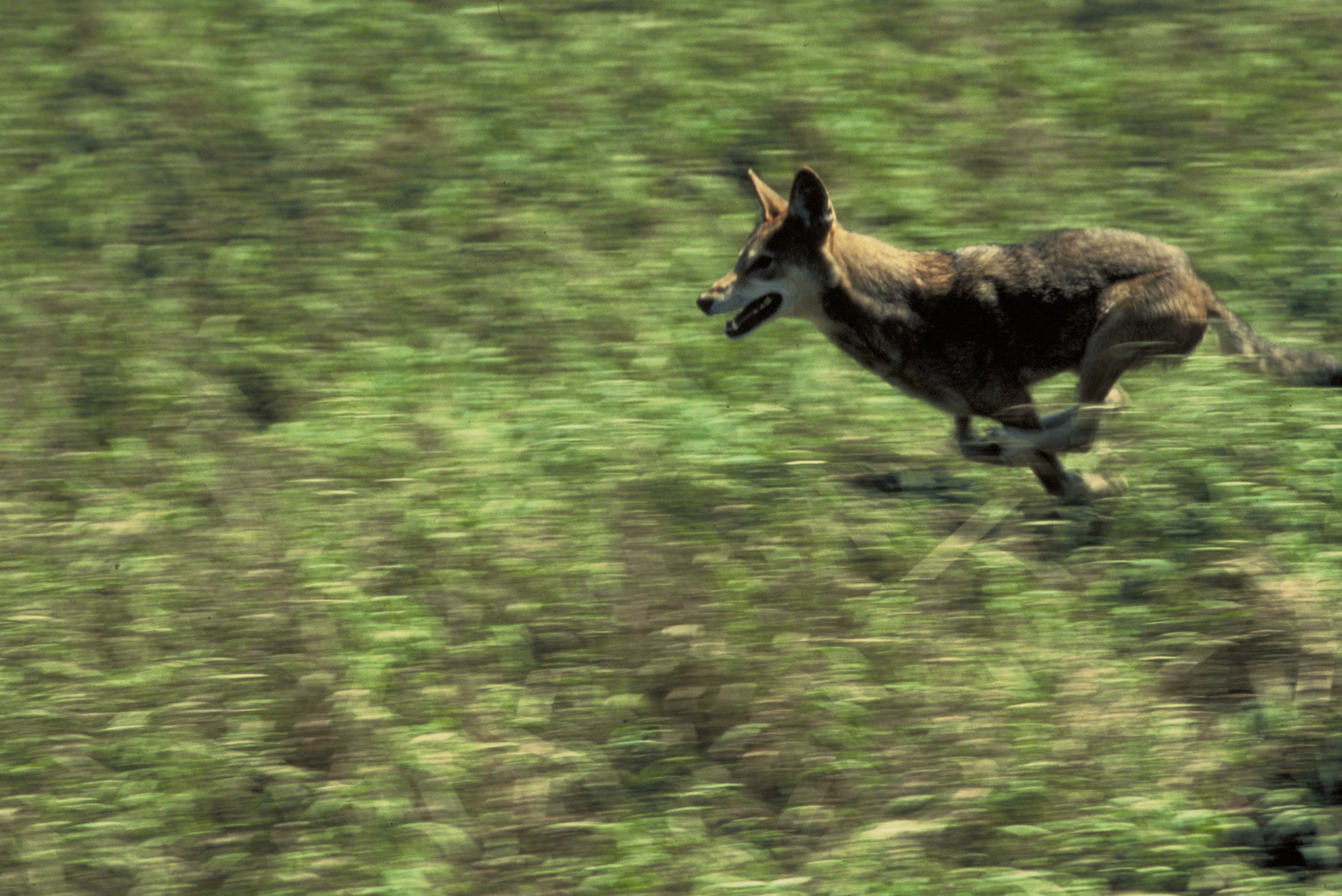
Rotwolf im Galopp

Wegen seiner geringeren Größe jagt der Rotwolf kleinere Tiere als sein Verwandter, der Grauwolf. Waschbären, Hasen und Nagetiere sind seine Hauptbeute. Große Tiere wie Hirsche werden nur angefallen, wenn sie krank und geschwächt sind. Außerdem geht der Rotwolf auch an Aas.
Wie Grauwölfe leben Rotwölfe nachtaktiv in Rudeln. Ein Alpha-Paar führt das Rudel an und zeugt die Nachkommenschaft. In einem Wurf befinden sich normalerweise drei bis sechs, in sehr seltenen Fällen auch bis zu zwölf Welpen. Das Heulen ist weniger laut und tragend als das des Grauwolfes; es soll wie eine Mischung der Lautgebungen von Wölfen und Kojoten klingen.
Durch die Bejagung ist der Rotwolf ein Bewohner unzugänglicher Sümpfe und Bergregionen geworden, denn nur hier hat er überlebt. Ursprünglich hat er aber eine Vielzahl von Habitaten bewohnt und war in Wäldern wie im Grasland heimisch.

## Taxonomischer Status

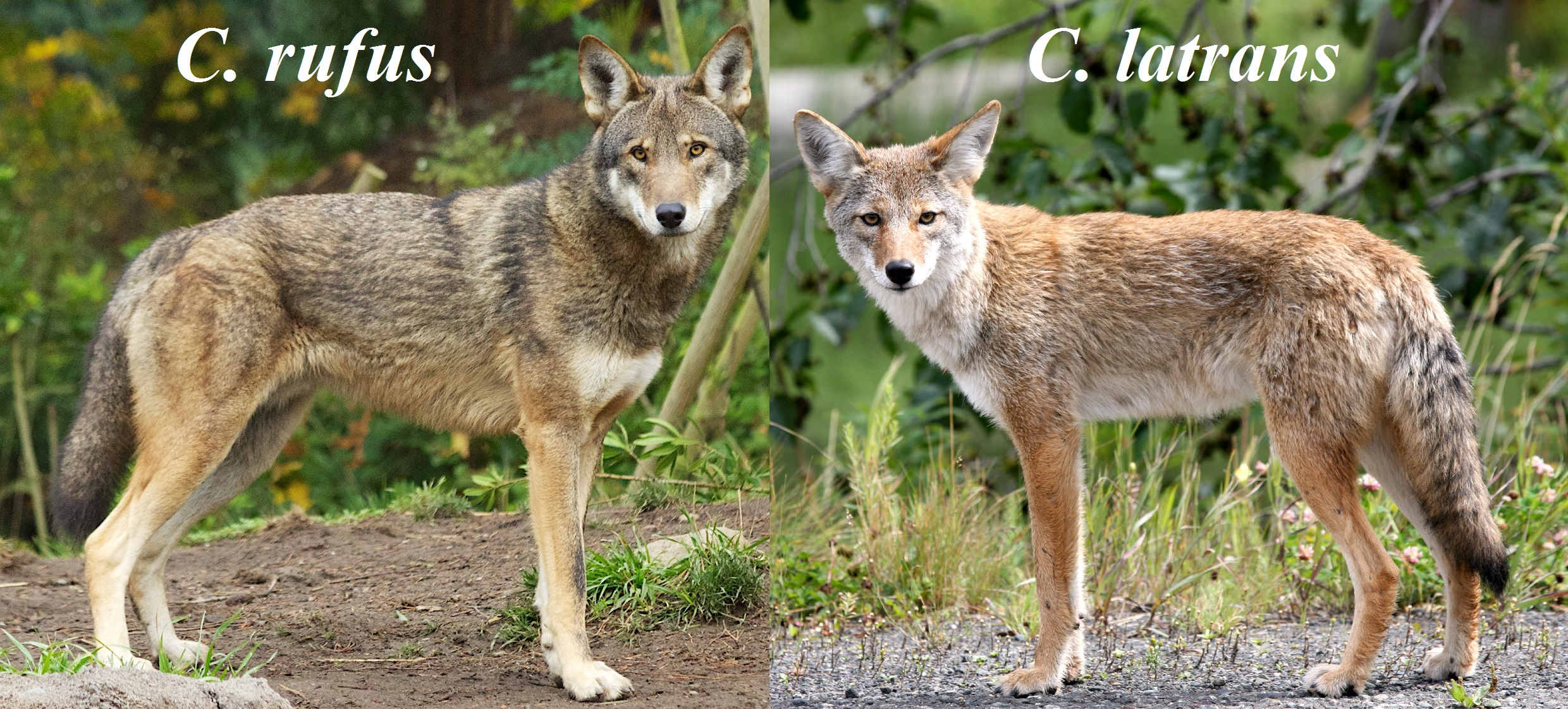
Rotwolf und Kojote

Es herrscht nach wie vor Uneinigkeit, ob der Rotwolf wirklich eine eigenständige Art ist. Er wurde lange als Unterart des Wolfs angesehen. 1968 wurde er erstmals in einem zoologischen Werk als eigenständige Art geführt, und mehrere Zoologen haben diese Ansicht seither bestätigt.
Genetische Untersuchungen aus dem Jahr 1991 haben zu der Entdeckung geführt, dass alle Rotwölfe Genmaterial von Wölfen (Canis lupus) und Kojoten (Canis latrans) in sich tragen. Hieraus haben manche den Schluss gezogen, dass der Rotwolf ein Hybrid aus Wölfen und Kojoten ist. Unterstützt wird diese These durch die Tatsache, dass im – bisher allerdings nur teilweise entschlüsselten – Genom der Rotwölfe noch keine individuellen Teile gefunden wurden, die sie als eigene Art charakterisieren würden. Um als eigene Art zu gelten, muss nach Ansicht mancher Biologen ein Tier über einzigartige genetische Merkmale verfügen. Das bisher erforschte Genom der Rotwölfe kommt jedoch auch bei Wölfen oder Kojoten vor.
Eine andere These ist, dass der Rotwolf schon seit längerer Zeit, etwa 1930, Paarungen mit Wölfen und besonders Kojoten eingeht, vielleicht sogar noch länger, und dadurch eventuell das eigene genetische Material verschwunden ist. Rotwölfe gehen freilebend Paarungen mit Wölfen und Kojoten ein, falls sie keine arteigenen Paarungspartner finden.